# 桂莎白沙罗
桂莎白沙罗是一个位于马来西亚雪兰莪州八打灵县双溪毛糯的未来规划市镇，临近哥打白沙罗。目前该城镇仍在发展和建造中，预计从2015年开始需要20年才能发展完成，该项目也是2010年马来西亚第十发展计划下大吉隆坡计划的重点项目之一。

## 背景
这项发展计划坐落于雪兰莪州双溪毛糯一片橡胶树园地。该园地总面积达939公顷，是马来西亚橡胶研究院旧址。2010年，马来西亚政府宣布该土地将会被发展 。2012年，隶属于马来西亚雇员公积金局的桂莎置地私人有限公司以2800万令吉买下该土地，并成为这个未来新市镇的发展商。

## 特点
该城镇集住宅、商业、教育和休闲区于一体。巴生谷捷运（KVMRT）也会在此设立站点估计届时将会有15万人口。
桂莎白沙罗位于两个地方政府之间的边界。其中北边位于莎亚南而南边则位于八打灵再也。

## 桂莎置地
桂莎置地私人有限公司（英語：Kwasa Land Sdn Bhd）为桂莎白沙罗的主要发展商。该公司于2010年成立，成立目的是为马来西亚雇员公积金局发展之前由马来西亚橡胶局拥有的橡胶研究院（RRIM）。2011年9月，该公司董事经理一职由公积金房地投资主席莫哈末洛夫出任。

## 发展
作为桂莎白沙罗的主要发展商，桂莎置地将发展计划蓝图中的土地划分为多个部分出售给其他发展商。截至2015年5月，该公司一共公开了五个项目，分别是MX-1（市中心）和R2-1至4（住宅区）。
市中心发展计划取名为MX-1，占地64.07公顷，总发展价值达80亿令吉，将由桂莎置地和马资源联营发展。这个部分将包括3间购物中心、一间酒店、住宅区和捷运站。
R3-2计划占地8,79亩，总发展价值达400万令吉，由Impiana置地发现私人有限公司得标。
R2-1计划占地12.7亩，将于3条高速公路和梳邦机场天空花园航站楼衔接，由Naza TTDI私人有限公司得标。Naza TTDI将建造一座围篱住宅区，设有1.8亩的中央公园，而绿色区域也将占发展区域的百分之55。截至2015年5月，其他招标工程仍在进行中。
目前该城镇设有一座12层高的雇员公积金局（KWSP）新总部，占地5.2英亩。该总部的建设工程于2022年6月完工，约有2200名员工在此工作，并提供1000个停车位供公众使用，方便前来办公和办理业务的群众。设计方面，雇员公积金局新总部采用盒子建筑设计，象征着该机构坚固、安全和稳定的价值观。随着该总部的竣工，它将成为桂莎白沙罗的地标，也象征着当地发展的新里程碑。

## 交通

### 公共交通
该城镇设有两座捷运站，分别是 KG04   PY01  桂莎白沙羅站和 KG05  桂莎中央站。而桂莎中央站也将是未来南下至吉隆坡的长途巴士总站。

### 汽车
该城镇可通过梳邦机场高速公路抵达。未来白沙罗－莎亚南大道也将经过此镇。